# Kırlangıç, Yeşilyurt
Kırlangıç là một xã thuộc huyện Yeşilyurt, tỉnh Malatya, Thổ Nhĩ Kỳ. Dân số thời điểm năm 2011 là 70 người.